# Starostwo (przystanek kolejowy)
Starostwo – dawny wąskotorowy przystanek osobowy w Piotrkowie Trybunalskim, w województwie łódzkim, w Polsce.